# Mercury Filmworks
Mercury Filmworks è uno studio di animazione canadese indipendente, fondato a Vancouver da Clint Eland nel 1997. Nel 2004, l'azienda fu trasferita a Toronto e quindi a Ottawa. Produce cartoni animati per il cinema e la televisione sia per Disney, Netflix, Warner Brothers che per progetti cinematografici originali.
È uno degli studi canadesi che hanno contribuito a rendere Ottawa uno dei leader del cinema di animazione.
Nel 2014, lo studio aprì una sede europea a Dublino, la Mercury Filmworks Europe.

## Serie televisive
- Wilbur
- Toot & Puddle
- Hilda